# Nate Blackwell
Nathaniel "Nate" Blackwell (nacido el 15 de febrero de 1965 en Filadelfia, Pensilvania) es un exjugador y exentrenador de baloncesto estadounidense que jugó una temporada en la NBA. Con 1,93 metros de estatura, lo hacía en la posición de escolta.

## Trayectoria deportiva

### Universidad
Jugó durante cuatro temporadas con los Owls de la Universidad de Temple, en las que promedió 13,6 puntos, 3,4 rebotes y 4,1 asistencias por partido. En su última temporada consiguió el Trofeo Robert V. Geasey al mejor jugador de la Philadelphia Big 5 y el título de Jugador del Año de la Atlantic 10 Conference, tras promediar 19,8 puntos, 4,6 asistencias y 4,5 rebotes. Es el cuarto máximo anotador de la historia de los Owls, y el tercer mejor pasador.

### Profesional
Fue elegido en la vigésimo séptima posición del Draft de la NBA de 1987 por San Antonio Spurs, donde solo jugó 10 partidos antes de ser despedido, promediando 3,7 puntos y 1,8 asistencias. dos semanas después fichó como agente libre por una temporada con Golden State Warriors, pero a los pocos días fue cortado, sin llegar a debutar con el equipo.

## Estadísticas de su carrera en la NBA

### Temporada regular
| Temporada | Edad | Equipo            | Liga | P  | TIT | MIN  | TC  | TCA | %TC  | 3P  | 3PA | %3P  | TL  | TLA | %TL  | R.OF. | R.DEF. | REB | ASIS | ROB | TAP | PER | FP  | PTS |
| 1987-88   | 22   | San Antonio Spurs | NBA  | 10 | 0   | 11.2 | 1.5 | 4.1 | .366 | 0.2 | 1.1 | .182 | 0.5 | 0.6 | .833 | 0.2   | 0.4    | 0.6 | 1.8  | 0.3 | 0.0 | 0.8 | 1.6 | 3.7 |
| Total     |      |                   | NBA  | 10 | 0   | 11.2 | 1.5 | 4.1 | .366 | 0.2 | 1.1 | .182 | 0.5 | 0.6 | .833 | 0.2   | 0.4    | 0.6 | 1.8  | 0.3 | 0.0 | 0.8 | 1.6 | 3.7 |